# Lexicon Topographicum Urbis Romae
Il Lexicon Topographicum Urbis Romae è un'opera multilingue ritenuta il maggiore e più completo lavoro moderno sulla topografia dell'antica Roma.
Quest'opera è ritenuta il successore di A Topographical Dictionary of Ancient Rome di Platener e Ashby del 1929.

## Descrizione
L'opera, in sei volumi, è stata curata dall'archeologa finlandese Eva Margareta Steinby ed è stata pubblicata dalle Edizioni Quasar di Roma negli anni compresi tra il 1993 e il 2000.
A partire dal 2005 sono pubblicati supplementi che integrano e aggiornano le informazioni concernenti la topografia di Roma e argomenti importanti relativi all'archeologia della città.
Un'ulteriore serie denominata Lexicon topographicum urbis Romae: Suburbium, curata da Adriano La Regina e sempre pubblicata da Edizioni Quasar, copre la topografia dei siti presenti nel circondario dell'antica Roma.

### Supplementi
1. M. A. Tomei, P. Liverani, Lexicon topographicum urbis Romae. Supplementum. I, Carta archeologica di Roma. Primo quadrante, Edizioni Quasar, Roma, 2005, ISBN 9788871402734.
2. F. Coarelli, Lexicon topographicum urbis Romae. / Supplementum II. 1, Gli scavi di Roma 1878-1921, Edizioni Quasar, Roma, 2004, ISBN 9788870970524.
3. F. Coarelli et al., Lexicon topographicum urbis Romae. Supplementum II. 2, Gli scavi di Roma, 1922-1975, Edizioni Quasar, Roma, 2006, ISBN 9788871402949.
4. Carlo Pavolini, Lexicon topographicum urbis Romae. Supplementum. III, Archeologia e topografia della regione II (Celio) : un aggiornamento sessant'anni dopo Colini, Edizioni Quasar, Roma, 2006, ISBN 9788871402987.
5. Anna Leone, Domenico Palombi, Susan Walker (a cura di), Res bene gestae: ricerche di storia urbana su Roma antica in onore di Eva Margareta Steinby. Lexicon Topographicum Urbis Romae, Supplementum, IV, Edizioni Quasar, Roma, 2007.  pp. xviii, 478; 169 ills.,  ISBN 9788871403533.[3]
6. Elisabetta Carnabuci, Lexicon topographicum urbis Romae. Suppl. V, Lexicon topographicum urbis Romae : Supplementum V: regia : nuovi dati archeologici dagli appunti inediti di Giacomo Boni., Edizioni Quasar, Roma, 2012, ISBN 9788871404998.
7. Lexicon topographicum urbis Romae. Supplementum VII, scritti in onore di Lvcos Cozza, Edizioni Quasar, Roma, 2014, ISBN 9788871405551.